# 鈴木清信
鈴木 清信（すずき きよのぶ、1950年11月20日 - ）は、日本の声優、俳優、演出家。81プロデュース所属。新潟県新潟市出身。

## 経歴
中央大学卒業。
野沢那智主宰の劇団薔薇座出身。
役者になったきっかけは「おもしろそうだから」と語っており、『ジャンヌ・ド・ピエンヌ』で初舞台。
フェドー劇場創立メンバー。
現在は文化学院の講師でもある。

## 人物・特色
声種はテノール。
アニメ、外画、テレビなどで活躍している。
気のいい役柄が多い。
趣味・特技は歌唱、モダンダンス、スキー、読書、書道。
好きな言葉は「まずやってみよう!」。

## 出演

### テレビアニメ
1974年
- ど根性ガエル
- はじめ人間ギャートルズ（1974年 - 1976年）

1976年
- ドカベン（1976年 - 1978年、佐々木、赤一郎、青二郎、黄三郎、信国 他）
- ブロッカー軍団IVマシーンブラスター（親衛隊、所員、少年、船員B、特殊部隊）
- ろぼっ子ビートン（ガキレンジャー）

1977年
- 恐竜大戦争アイゼンボーグ（マサオ）

1978年
- 家なき子
- はいからさんが通る（将校、弟子）
- 未来少年コナン
- 無敵鋼人ダイターン3（1978年 - 1979年、ソルジャーA、アナウンサー、ルーミス人B、警官B、技師B 他）

1979年
- がんばれ! ぼくらのヒット・エンド・ラン（竹）
- 機動戦士ガンダム（1979年 - 1980年、ハヤト・コバヤシ、オスカ・ダブリン）
- 大恐竜時代（友人）
- 闘士ゴーディアン（ダルフ）
- ドラえもん（テレビ朝日版第1期）
- ベルサイユのばら
- 野球狂の詩（男A、白虎隊）
- ルパン三世 (TV第2シリーズ)

1980年
- あしたのジョー2（1980年 - 1981年、太郎）
- 宇宙戦士バルディオス（1980年 - 1981年、ジャック・オリバー）
- 銀河鉄道999（少年B、ミカエル）
- 伝説巨神イデオン（1980年 - 1981年、兵士）
- ニルスのふしぎな旅（1980年 - 1981年、サムエル、パーマー）
- 魔法少女ララベル

1981年
- おはよう!スパンク
- 怪物くん（第2作）（番野〈2代目〉、グラゴン〈3代目〉 他）
- 新・ど根性ガエル（1981年 - 1982年）
- 太陽の牙ダグラム（フェスタ・ブロンコ）
- ハロー!サンディベル
- 名犬ジョリィ（相棒）
- ワンワン三銃士（銃士、銃士隊員、隊士）

1982年
- 銀河烈風バクシンガー（ツルグ・カーイ）
- ゲームセンターあらし（生徒C、宮田、記者B、サーファーC、戦士A）
- The・かぼちゃワイン（早川小太郎、メガネ）
- ぼくパタリロ!（オスカー）
- まいっちんぐマチコ先生

1983年
- スペースコブラ
- 装甲騎兵ボトムズ（1983年 - 1984年、ホロ、暴走族、ボモー、ポリス、部下A、見張りB、ラドー、兵士B）
- パーマン（テレビ朝日版）（カバ夫 他）
- フクちゃん（不良、後輩、審判、男）
- ベムベムハンターこてんぐテン丸（油すまし）
- ミームいろいろ夢の旅（小僧）
- みゆき（井上）

1984年
- 大自然の魔獣バギ（暴走族C）

1985年
- 昭和アホ草紙あかぬけ一番!（1985年 - 1986年、赤倉正、ライター、男B）
- 機動戦士Ζガンダム（ハヤト・コバヤシ、マサダ、ブト）
- ダーティペア（ブロッコ）

1986年
- 宇宙船サジタリウス（コスモサービスD）
- 機動戦士ガンダムΖΖ（ハヤト・コバヤシ）
- 青春アニメ全集「たけくらべ」（丑松）
- ロボタン

1987年
- ウルトラB（親父）
- エスパー魔美（1987年 - 1988年、一郎、プロデューサー、アナウンサー、みつる）
- シティーハンター（寅吉）

1988年
- 小公子セディ（ニック）
- それいけ!アンパンマン（カラス、とんこつ大人〈初代〉、しろかぶおじさん〈初代〉）
- ビックリマン（コン魔ス）

1989年
- 美味しんぼ（1989年 - 1991年、宇田、保安係A）
- おぼっちゃまくん（1989年 - 1992年、奈面菜洋、怖賀リータ 他）
- 昆虫物語 みなしごハッチ（1989年 - 1990年、カメムシ、セミのおじさん）
- ジャングル大帝
- ダッシュ!四駆郎（大道将志、アナウンサー）
- パラソルヘンべえ
- ビリ犬（子供A）
- ミラクルジャイアンツ童夢くん（山倉和博）
- 笑ゥせぇるすまん（1989年 - 1991年、中山歩一、姫野宅二）

1990年
- オバタリアン（強盗）
- チンプイ（おじさん、篠川）
- 魔法のエンジェルスイートミント（ガードマンB）

1991年
- おばけのホーリー（ウリウリ）
- YAWARA!（村上課長）

1992年
- お〜い!竜馬（岡上新輔）
- クッキングパパ（メガネ）
- フランダースの犬 ぼくのパトラッシュ（村人A）
- 炎の闘球児 ドッジ弾平（光の父）

1993年
- 疾風!アイアンリーガー（ダイクダイソン）

1994年
- 忍たま乱太郎（1994年 - 2024年、斜堂先生、雲鬼、雷鬼、霜鬼、ホウキタケ忍者部長 他）
- ポコニャン

1995年
- アリス探偵局（ペンギンの専務、半魚人吉、怪盗夫婦茶碗）

1996年
- あずきちゃん（香月先生の父）
- 名探偵コナン（1996年 - 2016年、山田、泉谷編集長、本間恭太、久栄克俊、鹿野晶次 他）

1997年
- 救命戦士ナノセイバー（セビリア図書館館長）
- ポケットモンスター（1997年 - 1998年、ゲンガー、調査団長）

1998年
- アリスSOS（クララ）
- 星方武侠アウトロースター（ヒトリガ）
- 太陽の子エステバン（BS版）（リヨレンス神父）
- MASTERキートン（シュレイダー）

1999年
- 金田一少年の事件簿（猫田光成）
- 週刊ストーリーランド（1999年 - 2000年、松本、木村雅司）
- 星方天使エンジェルリンクス（ゴードン、タコ社長）
- 超速スピナー（才羽博士）

2000年
- サクラ大戦TV（機関員A）

2001年
- 鋼鉄天使くるみ2式（校長）
- サラリーマン金太郎（井谷、松井、社員、業者）
- ちっちゃな雪使いシュガー（ルキーノ）

2002年
- 陸上防衛隊まおちゃん（築島空次郎）
- わがまま☆フェアリー ミルモでポン!（タイン、筒井監督）

2003年
- アストロボーイ・鉄腕アトム（ターリン）
- あたしンち（コメンテーター）
- クロノクルセイド（店主A）

2004年
- サムライチャンプルー（店長）
- 蒼穹のファフナー シリーズ（2004年 - 2015年、堂馬量平） - 2シリーズ
- DearS（ミゥのおじいさん）
- 妄想代理人（鳩村真裕）
- MONSTER（マックス）

2005年
- かみちゅ!（源さん）
- ガラスの仮面（2005年版）（理事長）
- Canvas2 〜虹色のスケッチ〜（校長）
- BUZZER BEATER（カストロ）
- 冒険王ビィト エクセリオン（パドロ〈領主 / リオンの父〉）
- まじめにふまじめ かいけつゾロリ（町長）

2006年
- 銀魂（2006年 - 2008年、根津三屋、村田仁鉄、スペースオトン）
- スパイダーライダーズ 〜オラクルの勇者たち〜（2006年 - 2007年、座長） - 2シリーズ
- BLACK LAGOON The Second Barrage（ロボス）

2007年
- 大江戸ロケット（三太、たぬきのさだお）
- きらりん☆レボリューション（一ツ橋博士）
- ぜんまいざむらい（ボス猫、ムッシーナ）
- 祝!(ハピ☆ラキ)ビックリマン（タイムマシーン帝）

2008年
- 怪 〜ayakashi〜（弥平）
- アリソンとリリア（ゴーティエ・テロル）
- ゲゲゲの鬼太郎（第5作）（オソレ）
- スケアクロウマン（駅長）
- 全力ウサギ（家主）

2009年
- ゴルゴ13（藤田）
- 蒼天航路（張繍）
- ねぎぼうずのあさたろう（ふきのふき五郎）
- はっけん たいけん だいすき!しまじろう（妖精のおじいさん）

2011年
- 異国迷路のクロワーゼ The Animation（ヤニック）
- へうげもの（今井宗久）

2013年
- クレヨンしんちゃん（フミン将軍）
- 超速変形ジャイロゼッター（大阪学園長）

2014年
- ポケットモンスター XY（ルダン）

2017年
- なめこ〜せかいのともだち〜（ナメタクロース）
- THE REFLECTION（操舵手）
- シルバニアファミリー ミニストーリー（ショコラウサギのお爺さん）

2018年
- 一人之下 羅天大醮篇/全性篇（武当山元祖）
- メジャーセカンド（安藤元監督）

2019年
- ドラえもん（テレビ朝日版第2期）（2019年 - 2020年、寺野）

2020年
- 空挺ドラゴンズ（ウラ爺）

### 劇場アニメ
1981年
- 怪物くん 怪物ランドへの招待（番野）
- 機動戦士ガンダム（ハヤト）
- 機動戦士ガンダムII 哀・戦士編（ハヤト）
- 21エモン 宇宙へいらっしゃい!（カワサキ）

1982年
- 機動戦士ガンダムIII めぐりあい宇宙編（ハヤト）

1983年
- パーマン バードマンがやって来た!!（カバ夫）

1984年
- The・かぼちゃワイン ニタの愛情物語（早川小太郎）
- 忍者ハットリくん+パーマン 超能力ウォーズ（カバ夫）

1988年
- はれときどきぶた
- 陽あたり良好! KA・SU・MI 夢の中に君がいた（有山）

1991年
- ドラミちゃん アララ♥少年山賊団!（ゲンタ）

1995年
- スレイヤーズ（魔道士）

2000年
- 機動戦士ガンダム 特別版（ハヤト・コバヤシ）
- 機動戦士ガンダムII 哀・戦士編 特別版（ハヤト・コバヤシ）
- 機動戦士ガンダムIII めぐりあい宇宙編 特別版（ハヤト・コバヤシ）

2003年
- Pa-Pa-Pa ザ☆ムービー パーマン（カバ夫）

2004年
- Pa-Pa-Pa ザ★ムービー パーマン タコDEポン!アシHAポン!（カバ夫）

2010年
- 劇場版 銀魂 新訳紅桜篇（村田仁鉄）

2011年
- 劇場版アニメ 忍たま乱太郎 忍術学園 全員出動!の段（斜堂先生）

2013年
- 名探偵コナン 絶海の探偵（渡辺隼人）

2024年
- 劇場版 忍たま乱太郎 ドクタケ忍者隊最強の軍師（斜堂影麿）

### OVA
時期不明
- お釈迦さま（チャンナ）

1988年
- 吸血姫美夕（美夕の父）
- 孔雀王
- 日本のおばけ話「きもだめしのばん」（弥助）
- 秘伝忍法帳 白獅子五番勝負 五重島の戦い（火炎塞狐）
- 竜世紀（ゲルダ）

1989年
- エンゼルコップ
- 聖獣機サイガード -CYBERNETICS・GUARDIAN-
- トップをねらえ!

1990年
- A.D.POLICE（ハイド・カーシュ）
- ガッデム（アーノルド）
- 校内写生（ナレーション、博士）
- THE八犬伝（落武者）
- 戦国武将列伝 爆風童子ヒッサツマン（徳川家康）
- 冒険!イクサー3

1991年
- EXPER ZENON（教師）
- 静かなるドン（逃野）
- スケバン刑事（野分三平）
- SOL BIANCA2
- DETONATORオーガン（イバリューダー）
- マネーウォーズ 狙われたウォーターフロント計画

1992年
- 間の楔
- 紅いハヤテ

1993年
- モルダイバー

1996年
- 銀河英雄伝説（ユリウス・エルスハイマー）

2000年
- DVDシングルアニメーション 鋼鉄天使くるみ（所長、弁士）

2003年
- 新・北斗の拳（チェス）

2008年
- やなせたかしメルヘン劇場 ほしのこルンダ（ゲロラ）

### ゲーム
1990年
- ソル・ビアンカ（マーシャル、アナウンサー、ピットガード、タルコフスキー、評議衆、ナレーター）

1995年
- 機動戦士ガンダム（ハヤト・コバヤシ）

1996年
- 機動戦士ガンダム ver.2.0（ハヤト・コバヤシ）
- 新フォーチュン・クエスト 食卓の騎士たち（キットン）

1997年
- 機動戦士Ζガンダム（ハヤト・コバヤシ）

1998年
- 機動戦士ガンダム ギレンの野望（ハヤト・コバヤシ）

1999年
- スーパーロボット大戦コンプリートボックス（ハヤト・コバヤシ、ゴドル・ノーランド）

2000年
- 機動戦士ガンダム（ハヤト・コバヤシ）
- SDガンダム GGENERATION（1998年 - 2025年、ハヤト・コバヤシ〈1st〉、連邦兵A〈F・PORTABLE〉） - 14作品
- 機動戦士ガンダム ギレンの野望 ジオンの系譜（ハヤト・コバヤシ）

2001年
- 機動戦士ガンダム 連邦vs.ジオン（ハヤト・コバヤシ）
- ジオニックフロント 機動戦士ガンダム0079（ハヤト・コバヤシ）

2002年
- 機動戦士ガンダム ギレンの野望 ジオン独立戦争記（ハヤト・コバヤシ）
- 機動戦士ガンダム戦記 Lost War Chronicles（ハヤト・コバヤシ）

2003年
- 機動戦士ガンダム めぐりあい宇宙（ハヤト・コバヤシ）
- 機動戦士Ζガンダム エゥーゴvs.ティターンズ（ハヤト・コバヤシ）

2004年
- 機動戦士ガンダム 戦士達の軌跡（ハヤト・コバヤシ）
- 機動戦士ガンダム0079カードビルダー（ハヤト・コバヤシ）
- スーパーロボット大戦GC（ハヤト・コバヤシ）

2005年
- 機動戦士ガンダム 一年戦争（ハヤト・コバヤシ）

2006年
- 機動戦士ガンダム クライマックスU.C.（ハヤト・コバヤシ）
- ガンダムバトルロワイヤル（ハヤト・コバヤシ）
- スーパーロボット大戦XO（ハヤト・コバヤシ）

2007年
- 機動戦士ガンダム ガンダムVS.ガンダム（ハヤト・コバヤシ）
- 機動戦士ガンダム MS戦線0079（ハヤト・コバヤシ）
- ガンダムバトルクロニクル（ハヤト・コバヤシ）

2008年
- ガンダムバトルユニバース（ハヤト・コバヤシ）
- ガンダム無双2（ハヤト・コバヤシ）
- 機動戦士ガンダム ギレンの野望 アクシズの脅威（2008年 - 2009年、ハヤト・コバヤシ） - 2作品

2009年
- 機動戦士ガンダム ガンダムVS.ガンダムNEXT（ハヤト・コバヤシ）

2010年
- ガンダム無双3（ハヤト・コバヤシ）
- ガンダムアサルトサヴァイブ（ハヤト・コバヤシ）
- 機動戦士ガンダム エクストリームバーサス（2010年 - 2016年、ハヤト・コバヤシ） - 4作品

2011年
- 機動戦士ガンダム 新ギレンの野望（ハヤト・コバヤシ）

2012年
- 機動戦士ガンダム オンライン（ハヤト・コバヤシ）
- 機動戦士ガンダム 木馬の軌跡（ハヤト・コバヤシ）

2013年
- 真・ガンダム無双（ハヤト・コバヤシ）
- スーパーロボット大戦Operation Extend（ハヤト・コバヤシ）

2014年
- ガンダムジオラマフロント（ハヤト・コバヤシ）

2015年
- 憂世ノ志士（田中久重）
- 憂世ノ浪士（田中久重）

2017年
- ガンダムバーサス（ハヤト・コバヤシ）

### ドラマCD
- 一寸枕草紙（隣国家来C）
- office VAL オリジナルドラマCD
- 5000光年の虎（兵1）
- サンダーバード秘密基地セット（アロイシャス・パーカー）
- しなやかな熱情（御崎）
- DETONATORオーガン ドラマ 触発編（イバリューダー）
- スケバン刑事 ドラマCD（野分三平）
- 忍たま乱太郎 ドラマCD 作法委員会の段（斜堂影麿）
- フォーチュン・クエスト ドラマCD（キットン）
- 富士見二丁目交響楽団 寒冷前線コンダクター（市山和夫）

### 吹き替え

#### 映画
- 帰ってきたドラゴン（リトル・マウス）
- がんばれ!ベアーズ 特訓中（カーメン〈ジミー・バイオ〉）※テレビ朝日版
- 火山高（漢文教師）
- キャスト・アウェイ（ユーリ〈ピーター・フォン・バーグ〉）
- 銀河ヒッチハイク・ガイド（マーヴィン〈アラン・リックマン〉）
- クォ・ヴァディス（皇帝ネロ〈ピーター・ユスチノフ〉）
- ゴッホ 最期の手紙（タンギー爺さん〈ジョン・セッションズ〉）
- 最前線物語 ※TBS版
- 幸せはシャンソニア劇場から（ピゴワル〈ジェラール・ジュニョ〉）
- スペースインベーダー（兵士）
- センチメンタル・アドベンチャー
- デッドライン/おまえを渡さない
- ニキータ（指導員1、用心棒1、不動産屋、コートの男）
- ドラゴンファイター 炎獣降臨（ケヴィン〈ロバート・ディティリオ〉）
- 摩天楼はバラ色に（デイヴィス〈クリストファー・デュラング〉）※フジテレビ版（思い出の復刻版BD収録）
- 裸足の1500マイル（セリンジャー）
- ホビット 決戦のゆくえ（トッサー・グラブ）
- マダム・マロリーと魔法のスパイス（町長〈ミシェル・ブラン〉）
- ミケランジェロ・プロジェクト（ヴィクトール・シュタール〈ユストゥス・フォン・ドホナーニ〉）
- ムーンライズ・キングダム（ナレーター〈ボブ・バラバン〉）
- 燃えよデブゴン4 ピックポケット!
- レーザーブラスト（フロッキー）
- ロンドン・ドッグス（アラン）

#### テレビドラマ
- アンダー・ザ・ドーム（ラリー〈エヴァン・ギャンブル〉）
- NCIS:LA 〜極秘潜入捜査班 シーズン2（カーティス・ロビー）
- NCIS 〜ネイビー犯罪捜査班 シーズン2 #17（ジョー・タバレス）※Dlife版
- 俺がハマーだ!
- 奇皇后 〜ふたつの愛 涙の誓い〜（チョクコン〈パク・トンイル〉）
- コールドケースシリーズ
  - シーズン2（アトウォーター）
  - シーズン3 #6
  - シーズン7 ザ・ファイナル（ウルフ〈ジョン・アニストン〉）
- ザ・プリテンダー 仮面の逃亡者（護送犯ニック・アダムス）
- 三国志演義（医師〈華陀の弟子〉）※中国中央電視台製作
- ジェシカおばさんの事件簿
  - 陪審員はつらいもの
  - 口紅に殺意をこめて
- 情熱のシーラ #22
- 新・刑事コロンボ 殺人講義（サックス）
- 新スタートレック（ソバク〈マイケル・グローデンチック〉、バータ〈ピーター・スラッカー〉）
- 新スパイ大作戦（エーベル・ラッセル）
- 孫子《兵法》大伝（季札）
- ふたりは友達? ウィル&グレイス（キャスター〈ダン・サッコフ〉）

#### アニメ
- ガジェット警部
- きかんしゃトーマス（ダック、ノランビー伯爵、サンタクロース）※NHK版
  - きかんしゃトーマス 勇者とソドー島の怪物（ノランビー伯爵）
  - きかんしゃトーマス 探せ!!謎の海賊船と失われた宝物（ダック）
  - きかんしゃトーマス 走れ!世界のなかまたち（ダック、ウィルバート・オードリー）
  - きかんしゃトーマス おいでよ!未来の発明ショー!（ノランビー伯爵）
- ザ・シンプソンズ（ガリバー・ダーク、ボーイ）
- ザ・バットマン（フランシス・グレイ）
- ポリスアカデミー（ゼッド）
- ミュータント・タートルズ（バクスター・ストックマン博士、バーニー・ストックマン博士、ルバート）※テレビ東京版

#### 人形劇
- サンダーバード 劇場版（ゴードン・トレーシー）※テレビ版

### 特撮
- 重甲ビーファイター（1995年、合成獣ナマケルゲの声）
- テツワン探偵ロボタック（1998年、ゲン公の声〈初代〉）
- 忍風戦隊ハリケンジャー（2002年、蜃気楼忍者ジン・ギローンの声）

### テレビ番組
- あいうえお（オハヨー博士）
- 天才てれびくんMAX「新ユゲデール物語」（支配人スズキ）
- ひとりでできるもん!（カマドーラ）
- ひとりでできるもん!どきドキキッチン（メチャップリン）
- やっぱりヤンチャー ともだちいっぱい（ヤンチャー）
- 磯山さやかの旬刊!いばらき（ハッスル黄門）
- ファミリー劇場番組宣伝（お茶の間博士）

### テレビドラマ
- 幼獣マメシバ 第6話「旅の恥は、なかなか掻き捨てられないのだ。」（2009年、フジテレビ） - 御手洗家の隣人山下夫婦

### ラジオドラマ
- 菜々子解体診書「ラジオでち〜ッ!」（1999年）
- NHK-FM 青春アドベンチャー「645・大化の改新青春記」（2001年）
- 四十五番目の話（2014年、演出）※Amazon.co.jp限定販売

### ボイスオーバー
- NHKスペシャル（NHK総合）
- グッと!地球便（読売テレビ）
- BS世界のドキュメンタリー（NHK-BS1）

### 人形劇
- NHK教育 こどもにんぎょう劇場
  - 「えすがたにょうぼう」（吾助）
  - 「銀のいずみ」
  - 「ひょう徳さま」（おじいさん）
  - 「じいさん岩のたから」（兄、ヤギ）
  - 「紳士とオバケ氏」（社長）
- ひらけ!ポンキッキ「アップルポップ」（テキーラ）

### 舞台
- 劇団マッシュルーム公演「クイズチャンネル」（演出）
- 81PRODUCE Presents若手リーディング公演　声瞬-SEISHUN-[31]
  - 猿飛佐助（演出）
- パルコ劇場 夏の夜の夢（1977年、声の出演）
- フェドー劇場（演出） 
  - ペ天使たちの晩餐会
  - ミューズ・ウォーリアーズ! 〜新・女神伝説〜
- シンフォニック・ドラマ 良寛（演出）
- 萬劇場主催ショートストーリーコレクション（指導）
  - 春の短編集（2014年）
  - 夏の短編集（2016年7月）
- 劇団軌跡 第23回公演「見果てぬ夢」（2015年）
- 劇団鳥獣戯画公演「雲にのった阿国」（2015年）

### シリーズ一覧
1. ↑  『GGENERATION』（1998年）、『ZERO』（1999年）、『F』（2000年）、『F.I.F』（2001年）、『NEO』（2002年）、『SEED』（2004年）、『PORTABLE』（2006年）、『SPIRITS』（2007年）、『WARS』（2009年）、『WORLD』『3D』（2011年）、『OVER WORLD』（2012年）、『GENESIS』（2016年）、『ETERNAL』（2025年）
2. ↑  『エクストリームバーサス』（2010年）、『フルブースト』（2012年）、
『マキシブースト』（2014年）、『マキシブースト ON』（2016年）